# Caccia (sport)

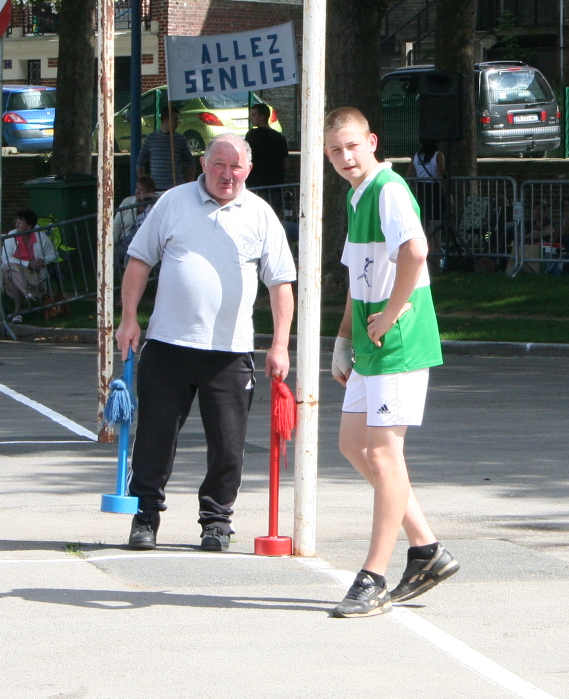
Due asticelle in rosso e blu per segnalare le cacce portate da un arbitro: partita di ballon au poing nel campionato di Francia 2011

La caccia indica determinate azioni di gioco in diversi sport sferistici che sono: 
- pallapugno
- palla elastica
- pallonetto ligure
- pantalera
- palla 21 o palla eh!
- pallina
- kaatsen
- balle pelote
- llargues
- longue paume
- ballon au poing

Generalmente si verifica una caccia quando un pallonista, rispondendo alla battuta, non potendo respingere il pallone in modo regolare lo prende tra le mani dopo il primo rimbalzo e prima che superi la linea di fondo del campo di gioco. Dopo tale azione di gioco, l'arbitro segna sul terreno, tracciando una linea con gesso o ponendo una bandierina, dove il pallone è stato arrestato.
Per quanto concerne le differenze di regolamento si leggano le voci delle discipline segnalate.